# Christian Adolf Vogell

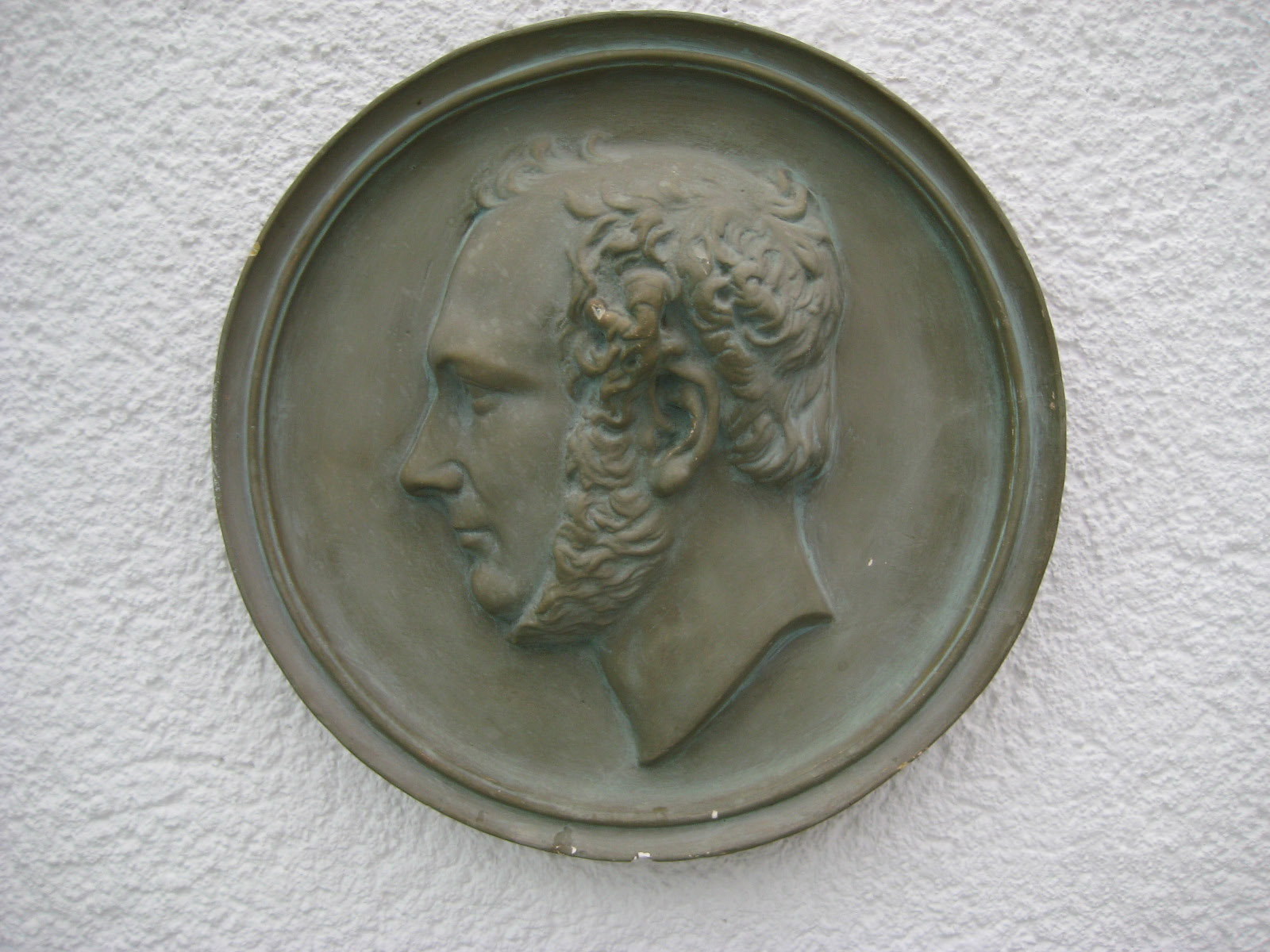
Porträt Vogells (Gipsabdruck vom Grabmal)

Christian Adolf Vogell, auch Adolph Vogell, (* 2. März 1806 in Celle; † 25. Januar 1865 in Hannover) war ein deutscher Architekt und königlich hannoverscher Baubeamter sowie Stahlstecher.

## Leben und Werk

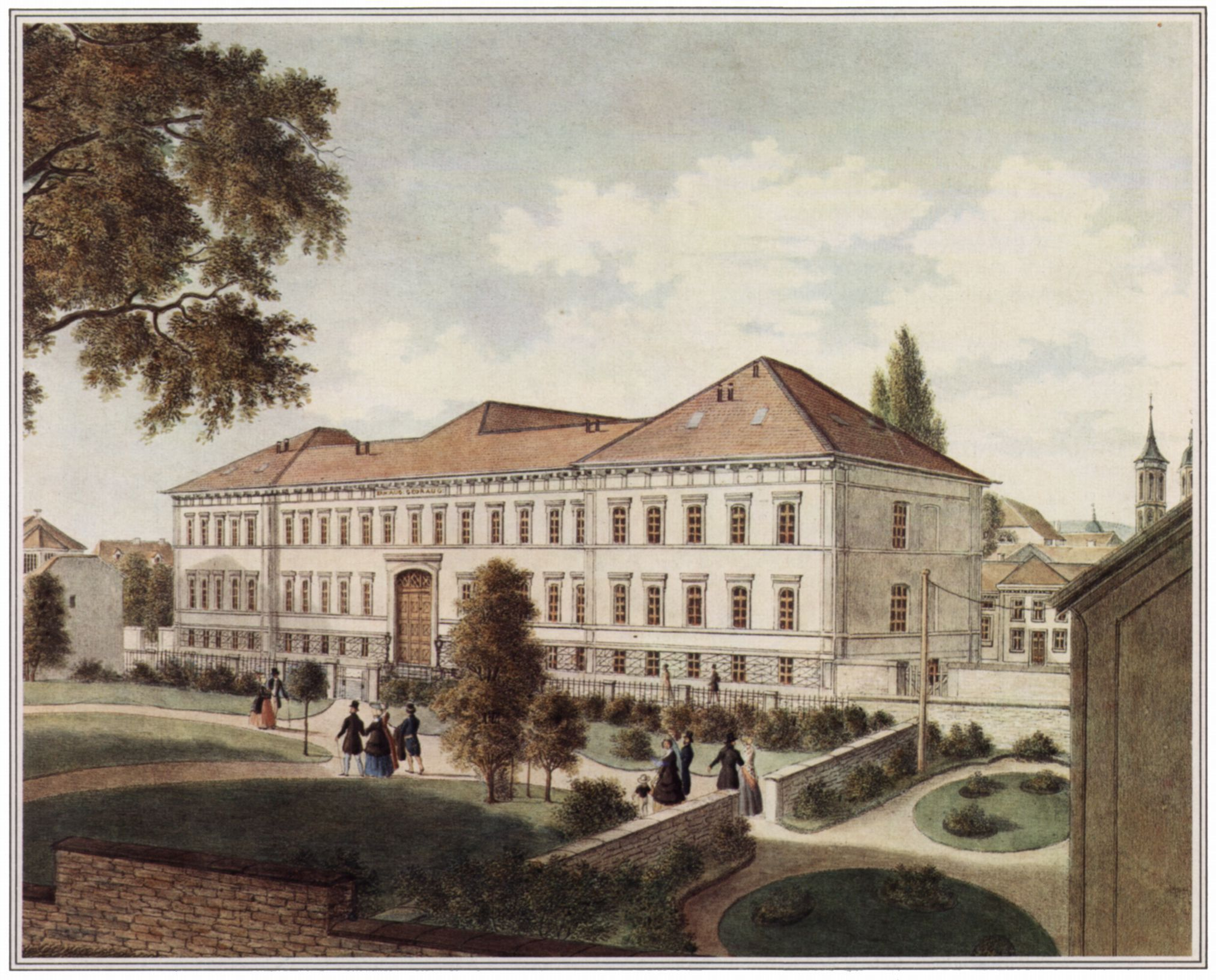
Ernst-August-Hospital in Göttingen, Stich von Friedrich Besemann (um 1860)

Vogell war eines von zehn Kindern des zweiten Bürgermeisters von Celle, Justizrat Friedrich (Samuel Ernst) Vogell (1774–1853). Über den Bruder seines Großvaters schrieb Pastor Otto Rautenberg (Lauenau) 1954: „Der geistig hervorragendste war wohl Christian Adolf, in der Familie als Onkel Christel bekannt. Künstlerisch begabt widmete er sich der Baumeisterlaufbahn und starb am 25. Januar 1865 als Oberhofbaumeister in Hannover. In meinem Besitz ist der Gipsabdruck seines feinen Kopfes auf seinem Grabdenkmal auf dem Friedhof am Klagesmarkte und Zeichnungen aus seiner italienischen Reise.“
Seine Ausbildung bestand aus „Studien in der Baukunst“ in Hannover, die er auf ausgedehnten Reisen und in einem längeren Italienaufenthalt erweiterte. 1826 trat er als Hofbauconducteur in den Dienst der königlich hannoverschen Bauverwaltung. 1845 erfolgte unter Georg Ludwig Friedrich Laves seine Beförderung zum Hofbaumeister. Ab 1858 stand er der Landbauinspektion Hannover II vor und erhielt dazu 1860 den Titel Oberlandbaumeister.
1842 wurde Vogell in den Vorstand des Architekten- und Ingenieurvereins für das Königreich Hannover berufen. Er war auch Sekretär des Kunstvereins für das Königreich Hannover.
Vogell war auch als Grafiker und Kunstschriftsteller tätig. Um 1840 schuf er den kolorierten Stahlstich vom Haus der Väter, das von 1620/1621 bis 1852 in der Leinstraße in Hannover stand. 1845 erschienen mehrere seiner Radierungen in den von ihm herausgegeben Kunst-Arbeiten aus Niedersachsens Vorzeit.

## Bauten
Als „die bedeutendste der selbständig von ihm entworfenen und ausgeführten Bauanlagen“ gilt das 1846–1851 in Göttingen errichtete Ernst-August-Hospital. Der repräsentative, breit gelagerte klassizistische Putzbau mit Werksteingliederungen am Rand der Göttinger Innenstadt (Geiststraße 9–11) ist heute Sitz der Niedersächsischen Akademie der Wissenschaften zu Göttingen und seit 1983 auch Sitz des Theologischen Stifts der Universität Göttingen. Vor dem Zugang zur Bibliothek hängt nun der Porträtgipsabdruck aus dem früheren Besitz von Pastor Otto Rautenberg, der dem Stift von Erardo Cristoforo Rautenberg geschenkt wurde.
- 1838: Artilleriekaserne am Steintor in Hannover[12]
- 1841–1842: Friederiken-Kapelle in Bad Rehburg[13]
- 1845/46: Innenrenovierung des Wallmodenpalais in Hannover[14]
- Ausbau des Celler Schlosses[3]
- 1846–1851: Ernst-August-Hospital in Göttingen[9][15]
- 1858–1861 (mit Georg Ludwig Comperl): Restaurierung des Klosters Marienwerder[16]
- 1864: Magnus-Denkmal bei Gehrden[17]

## Schriften
- Das Hamburgsche allgemeine Krankenhaus. Zeichnungen und Beschreibung. (Geschenk 1857 von Vogell an den Architekten- und Ingenieurverein Hannover)[18]